# Khalid El-Amin
Khalid El-Amin (ur. 25 kwietnia 1979 w Minneapolis) – amerykański koszykarz, występujący na pozycji rozgrywającego.
W 1997 wystąpił w meczu gwiazd amerykańskich szkół średnich - McDonald’s All-American.

## Osiągnięcia
Na podstawie, o ile nie zaznaczono inaczej.
NCAA
- Mistrz NCAA (1999)[4]
- Uczestnik rozgrywek NCAA Elite Eight (1998, 1999)
- MVP turnieju konferencji Big East (1998)[5]
- Debiutant Roku Big East (1998)[6]
- Zaliczony do:
  - I składu:
    - AAC (2000)
    - turnieju AAC (1999, 2000)
    - debiutantów Big East (1998)
    - NCAA Final Four All-Tournament Team (1999 przez Associated Press)[7]

  - II składu AAC (1999)
  - III składu AAC (1998)

Drużynowe
- Mistrz:
  - Ukrainy (2006, 2007)
  - Chorwacji (2012)
- Zdobywca pucharu:
  - Turcji (2008)
  - Ukrainy (2006, 2009)
- Wicemistrz:
  - Turcji (2005, 2008)
  - Ukrainy (2010)
  - Litwy (2011)
  - pucharu:
    - Litwy (2011)
    - Ukrainy (2007)
- 3. miejsce w Lidze bałtyckiej (2011)
- Awans do I ligi tureckiej z TBL2 (2013)

Indywidualne
- MVP:
  - pucharu:
    - Ukrainy (2006, 2009)
    - Turcji (2008)

  - meczu gwiazd ligi tureckiej (2005)
  - II tygodnia rozgrywek TOP 16 Euroligi (2010/11)
- Zaliczony do II składu:
  - niemieckiej ligi BBL (2015)
  - Eurocup (2009)
- Uczestnik:
  - meczu gwiazd ligi:
    - ukraińskiej (2010)
    - litewskiej (2011)
    - tureckiej (2005, 2008)
    - francuskiej LNB Pro A (2013)

  - FIBA EuroCup All-Star Game (2005–2007)
  - NBA Rookie Challenge (2001)
- Lider:
  - strzelców Eurocup (2009)
  - w asystach:
    - Eurocup (2009)
    - EuroChallenge (2005)
    - ligi tureckiej (2004)

  - w przechwytach ligi izraelskiej (2003)
  - ligi tureckiej w skuteczności rzutów wolnych (2005)

Reprezentacja
- Mistrz Igrzysk Dobrej Woli (1998)[8]